# NGC 5928
NGC 5928 é uma galáxia lenticular (S0) localizada na direcção da constelação de Serpens. Possui uma declinação de +18° 04' 25" e uma ascensão recta de 15 horas, 26 minutos e 02,8 segundos.
A galáxia NGC 5928 foi descoberta em 24 de Maio de 1791 por William Herschel.